# Mira Zore-Armanda
Mira Zore-Armanda (Zagreb, 6. siječnja 1930. – 8. travnja 2012.) bila je hrvatska oceanografkinja. Bila je znanstveni savjetnik na Institutu za oceanografiju i ribarstvo u Splitu, gdje se bavila istraživanjem Jadranskog mora. Objavila je oko 150 znanstvenih radova prije umirovljenja 1989. godine.

## Životopis
Mira Zore rođena je u Zagrebu kao kći Mire Zore i Marije Nabergoj. Studirala je geofiziku na Sveučilištu u Zagrebu te je diplomirala 1952. godine s temom Oscilacija zaljeva s primjenom na Kaštelanski zaljev. Doktorsku disertaciju o strujama u Jadranskom moru obranila je na Sveučilištu u Parizu 1963. godine. Henri Lacombe bio joj je doktorski savjetnik.
Udala se 1959. za Igora Armandu, kemičara. Kao udovica preselila se u Opatiju, živjeti sa sestrom i njezinom obitelji. Umrla je 2012. u dobi od 82 godine.